# Deutsche Ringermeisterschaften 1924
Die 16. Deutschen Ringermeisterschaften wurden 1924 ausgetragen.

## Ergebnisse

### Fliegengewicht
| Platz | Sportler         | Stadt/Verein               |
| ----- | ---------------- | -------------------------- |
| 1     | Georg Gerstacker | ASC Sandow Nürnberg        |
| 2     | Fritz Dorfmüller | Kölner Klub für Kraftsport |
| 3     | Karl Erbelding   | Bingen                     |

### Bantamgewicht
| Platz | Sportler      | Stadt/Verein |
| ----- | ------------- | ------------ |
| 1     | Josef Kaspar  | Nürnberg     |
| 2     | Arthur Zirkel | Pirmasens    |
| 3     | Walter Huck   | Koblenz      |

### Federgewicht
| Platz | Sportler          | Stadt/Verein        |
| ----- | ----------------- | ------------------- |
| 1     | Emil, Gustav Paul | Netzschkau/Vogtland |
| 2     | Ernst Steinig     | ASV Heros Dortmund  |
| 3     | Gustav Haber      | Pirmasens           |

### Leichtgewicht
| Platz | Sportler      | Stadt/Verein |
| ----- | ------------- | ------------ |
| 1     | Alfred Stuwe  | Berlin       |
| 2     | Gustav Fimpel | Hornberg     |
| 3     | Röhmer        | Göppingen    |

### Mittelgewicht
| Platz | Sportler         | Stadt/Verein  |
| ----- | ---------------- | ------------- |
| 1     | Fritz Bräun      | ASV Kreuznach |
| 2     | Heinrich Stiefel | Ludwigshafen  |
| 3     | W. Link          | Weingarten    |

### Halbschwergewicht
| Platz | Sportler      | Stadt/Verein               |
| ----- | ------------- | -------------------------- |
| 1     | Willi Müller  | Kölner Klub für Kraftsport |
| 2     | Hans Pöhlmann | SV Maxvorstadt Nürnberg 04 |
| 3     | H. Jackel     | Königsberg                 |

### Schwergewicht
| Platz | Sportler       | Stadt/Verein     |
| ----- | -------------- | ---------------- |
| 1     | Adolf Rieger   | SpVgg Berlin-Ost |
| 2     | Ferdinand Muß  | Hörde            |
| 3     | August Köstner | Bamberg          |

## Deutsche Mannschaftsmeister 1924
Der SC Alt-Wedding Berlin musste sich im Kampf um die deutsche Meisterschaft den Ringern des Kölner Klub für Kraftsport geschlagen geben. Dabei traten für die Kölner folgende Ringer an: F. Dorfmüller, Johann Bläsing, Josef Bläsing, Dürn, Klintz, Willi Müller und Block.